# Hubert Schneemann

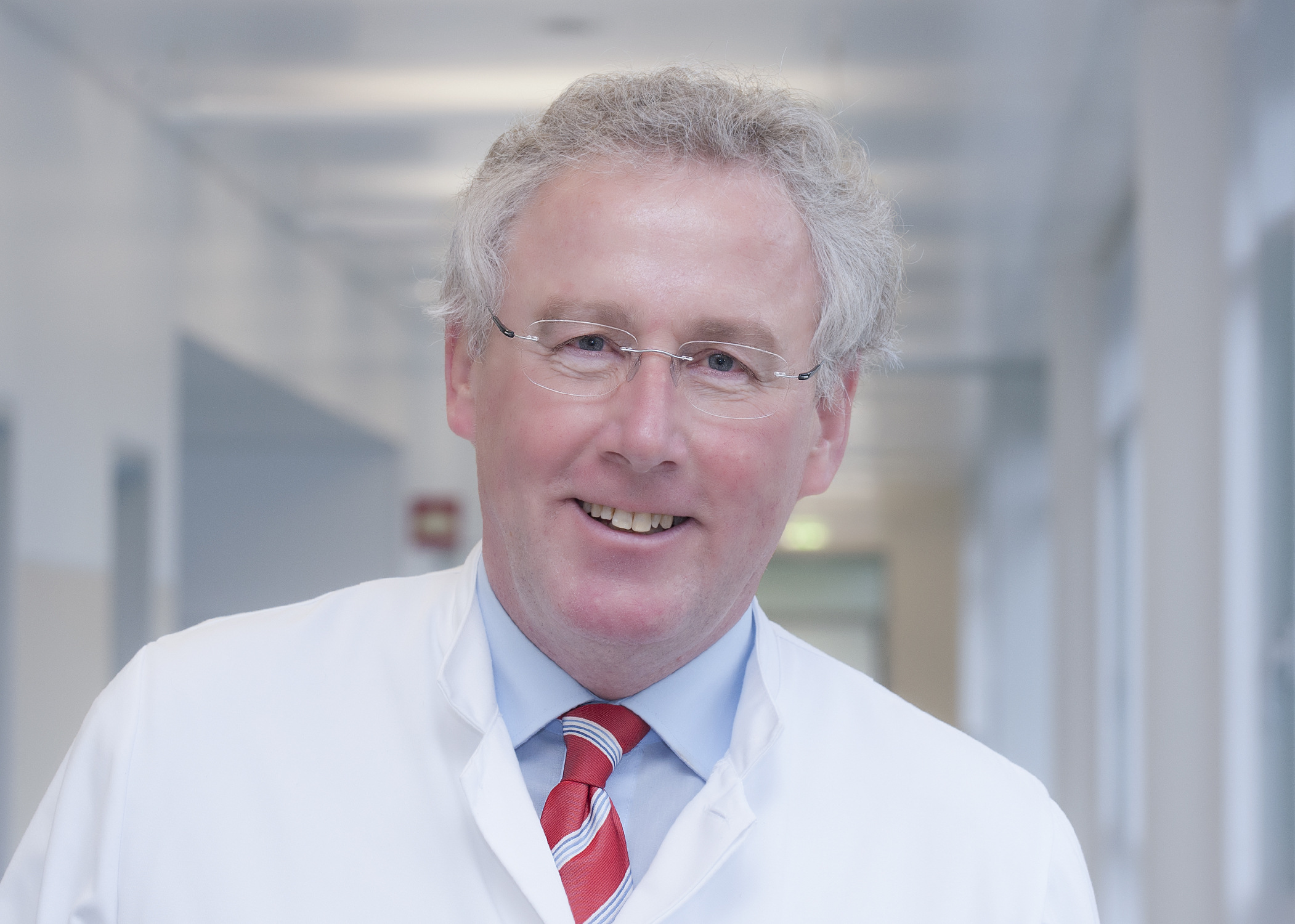
Hubert Schneemann (2017)

Hubert Schneemann (* 4. Dezember 1952 in Erle) ist ein deutscher Krankenhausapotheker. Er war Leitender Pharmaziedirektor der Apotheke der Universitätsklinik Essen, Herausgeber der Zeitschrift „Krankenhauspharmazie“ und Vorsitzender der Fachgewerkschaft Deutscher Krankenhausapotheker im Deutschen Beamtenbund.

## Leben
Nach dem Abitur 1971 und zweijähriger Ausbildung zum Apothekerassistent legte Hubert Schneemann 1973 das pharmazeutische Vorexamen beim Regierungspräsident Münster ab. Von 1975 bis 1978 studierte er Pharmazie an der Freien Universität Berlin und schloss das Studium mit dem Staatsexamen und dem Erhalt der Approbation als Apotheker 1979 ab. Anschließend fertigte er am Institut für Pharmazeutische Technologie der Heinrich-Heine-Universität Düsseldorf eine Dissertation zu dem biopharmazeutischen Thema Einfluss von Vehikeln auf die Bioverfügbarkeit von Betamethason-17-benzoat aus Lösungs- und Suspensionssalben an (Leitung: B.C. Lippold) und promovierte 1983 an der Mathematisch-Naturwissenschaftlichen Fakultät der Heinrich-Heine Universität zum Dr.rer.nat.
In einem anschließenden Studienaufenthalt am Veterans Administration Medical Center Los Angeles (USA) absolvierte er einen Kurs in „Clinical Pharmacy“ und erwarb grundlegende Kenntnisse in Klinischer Pharmazie.
Im Mai 1984 übernahm Hubert Schneemann als seinerzeit jüngster leitender Apotheker einer Universitätsklinik die Leitung der Apotheke der Universitätsklinik Essen. Schwerpunkte seiner Arbeit waren die Entwicklung und Herstellung patientenindividueller Arzneimittel, die Entwicklung und Herstellung steriler/unsteriler Arzneimittel in großen Chargen, die Arzneimittelinformation und später die Arzneimitteltherapiesicherheit. Er ist Fachapotheker für Klinische Pharmazie und Fachapotheker für Arzneimittelinformation. Ergebnisse der Entwicklungsarbeit finden sich im Neuen Rezeptur-Formularium, in zahlreichen Fachpublikationen und in einem internationalen Patent.
Die Ausbildung des pharmazeutischen Nachwuchses in Klinischer Pharmazie war Schneemann ein besonderes Anliegen. Mehr als einhundert Pharmaziepraktikanten absolvierten vor ihrem abschließenden dritten Staatsexamen eine Hälfte des Praktischen Jahres in der Universitätsapotheke, und für fünf Apotheker schaffte er aus der Apotheke heraus die Freiräume, um in enger Kooperation mit der Medizinischen Fakultät der Universität Essen zum Dr. rer. medic. zu promovieren. Nach Einführung des Faches Klinische Pharmazie in die Approbationsordnung für Apotheker begann er 2001 im Fachbereich Pharmazie der Heinrich-Heine-Universität Düsseldorf mit der Organisation und Durchführung einer Lehrveranstaltung in diesem neuen Fach, bis diese in den neugegründeten Lehrstuhl für Klinische Pharmazie und Pharmakotherapie (Leitung: St. Läer) überging.
In 2001 brachte Schneemann die Übersetzung des amerikanischen Standardwerks Applied Therapeutics: The clinical use of drugs mit dem deutschen Titel Angewandte Arzneimitteltherapie: Klinisch-pharmazeutische Betreuung in Fallbeispielen als Herausgeber und Mit-Übersetzer heraus. Für die 5. Auflage der erstmals im Jahre 1875 erschienenen Enzyklopädie „ Hagers Handbuch der Pharmazeutischen Praxis“ betreute er den 1995 erschienenen „Folgeband 1 – Waren und Dienste“ als Mit-Herausgeber. Von 1996 bis 2007 war er weiterhin Herausgeber der Zeitschrift „Krankenhauspharmazie“, dem Publikationsorgan des Bundesverbandes Deutscher Krankenhausapotheker. Die tariflichen Interessen der Krankenhausapotheker vertrat Hubert Schneemann von 1988 bis 2016 als Vorsitzender des Fachverbandes der angestellten und beamteten Deutschen Krankenhausapotheker – Landesbund NRW – im Deutschen Beamtenbund.

## Auszeichnung
2007 ADKA-Ehrennadel für besondere Verdienste um die Krankenhauspharmazie.

## Werke
- Hagers Handbuch der Pharmazeutischen Praxis. Folgeband 1: Waren und Dienste Springer-Verlag, Berlin Heidelberg 1995, ISBN 3-540-58958-9.
- Angewandte Arzneimitteltherapie: Klinisch-Pharmazeutische Betreuung in Fallbeispielen Springer-Verlag, Berlin Heidelberg 2001, ISBN 3-540-41356-1.